# Bartold Asendorpf

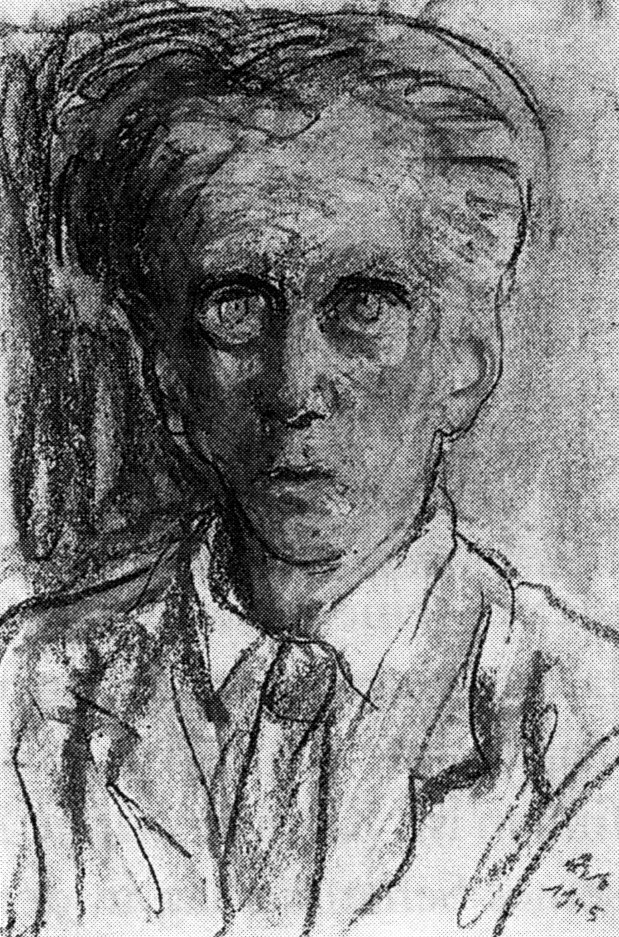
Selbstbildnis (1945)

Bartold Asendorpf (* 14. Mai 1888 in Stettin; † 26. Februar 1946 in Buchenwald) war ein deutscher Maler und Grafiker.

## Leben
Bartold Asendorpf war ein Sohn des Stettiner Wein- und Spirituosen-Großhändlers Friedrich Asendorpf (1843–1906) und dessen Ehefrau Mathilde Schmidt (1850–1910). Er besuchte von 1899 bis 1905 das Schiller-Realgymnasium in Stettin, machte eine Lehre als Dekorationsmaler und besuchte dann die Großherzoglich-Sächsische Kunstschule Weimar. Er eröffnete in Berlin-Wilmersdorf ein eigenes Atelier und bekannte sich zur Berliner Secession. 1912 heiratete er die Kunstgewerblerin Margarete Steinmetz (1885–1977). Während des Ersten Weltkriegs wurde Asendorpf als Musketier in Flandern und in Polen eingesetzt. Nach einer schweren Verwundung zog er nach Bad Berka. Von 1919 bis 1920 besuchte er die Kasseler Kunstakademie, 1924 wurde er Mitglied der Thüringer Gruppe. Er illustrierte den Novellenband Dammbruch von Hans Friedrich Blunck und beteiligte sich 1931 zusammen mit Johannes Itten an einer Ausstellung des neuen pommern in Stettin. Zum 1. Mai 1933 trat er der NSDAP bei (Mitgliedsnummer 2.784.409). Auch in den Folgejahren schuf Asendorpf Buchillustrationen, u. a. zu Georg Hermanns Jettchen Geberts Geschichte sowie Goethes Faust, Harzreise im Winter und Kampagne in Frankreich.
Einige frühere Arbeiten widersprachen dem Nazi-Kunstkanon, und 1937 wurde in der Nazi-Aktion „Entartete Kunst“ nachweislich drei davon aus öffentlichen Sammlungen beschlagnahmt und vernichtet.
Durch Heinrich Stegemann bekam er 1939 Kontakt zur Griffelkunst-Vereinigung Hamburg. Die Reichskulturkammer erteilte Asendorpf 1943 Ausstellungsverbot. 1944 wurde fast sein gesamtes Frühwerk durch einen Luftangriff auf Stettin zerstört. Am Ende des Zweiten Weltkriegs wurde Asendorpf noch zum Volkssturm eingezogen. 1945 wurde er in das sowjetische Internierungslager Buchenwald eingeliefert, wo er umkam.
In Bad Berka ist heute eine Straße nach Bartold Asendorpf benannt.

## Werke (Auswahl)

### 1937 als „entartet“ aus öffentlichen Sammlungen nachweislich beschlagnahmte und vernichtete Werke
- Mondlandschaft (Zeichnung; Museum für Kunst und Kunstgewerbe Stettin)
- Erntefelder (Zeichnung; Museum für Kunst und Kunstgewerbe Stettin)
- Vita omnium breve (Zeichnung, 42,2, × 26,6 cm; Schlossmuseum Weimar)

### Weitere Werke (Auswahl)
- Junge Dame mit Blumenstrauß (Öl auf Leinwand, 55 × 42 cm, 1933)[4]

## Ausstellungen
- 1910: Neue Secession, Berlin und Kiel
- 1913: Berliner Secession, Berlin
- 1914: Freie Secession, Berlin
- 1930: Landesmuseum Weimar
- 1937: Donndorf-Museum, Weimar
- 1939: Griffelkunst-Vereinigung, Hamburg